# 土屋喜正
土屋 喜正（つちや よしまさ）は、江戸時代後期から幕末にかけての武士。

## 生涯
文化10年（1813年）生まれる。天保6年（1835年）23歳で相続する。
慶応4年（1868年）に大願主として、五右衛門(現八木原家)、大熊伊兵衛ら6名が世話人となり、平戸弁天（いぼ弁天）を再建した。明治維新後の秩禄処分により知行所を失った。